# Palais Arrigoni Caragiani
Pour les articles homonymes, voir Arrigoni.
Le palais Arrigoni ou Palazzo Arrigoni Caragiani est un palais de Venise, sur le rio de la Sensa dans le sestiere de Cannaregio.

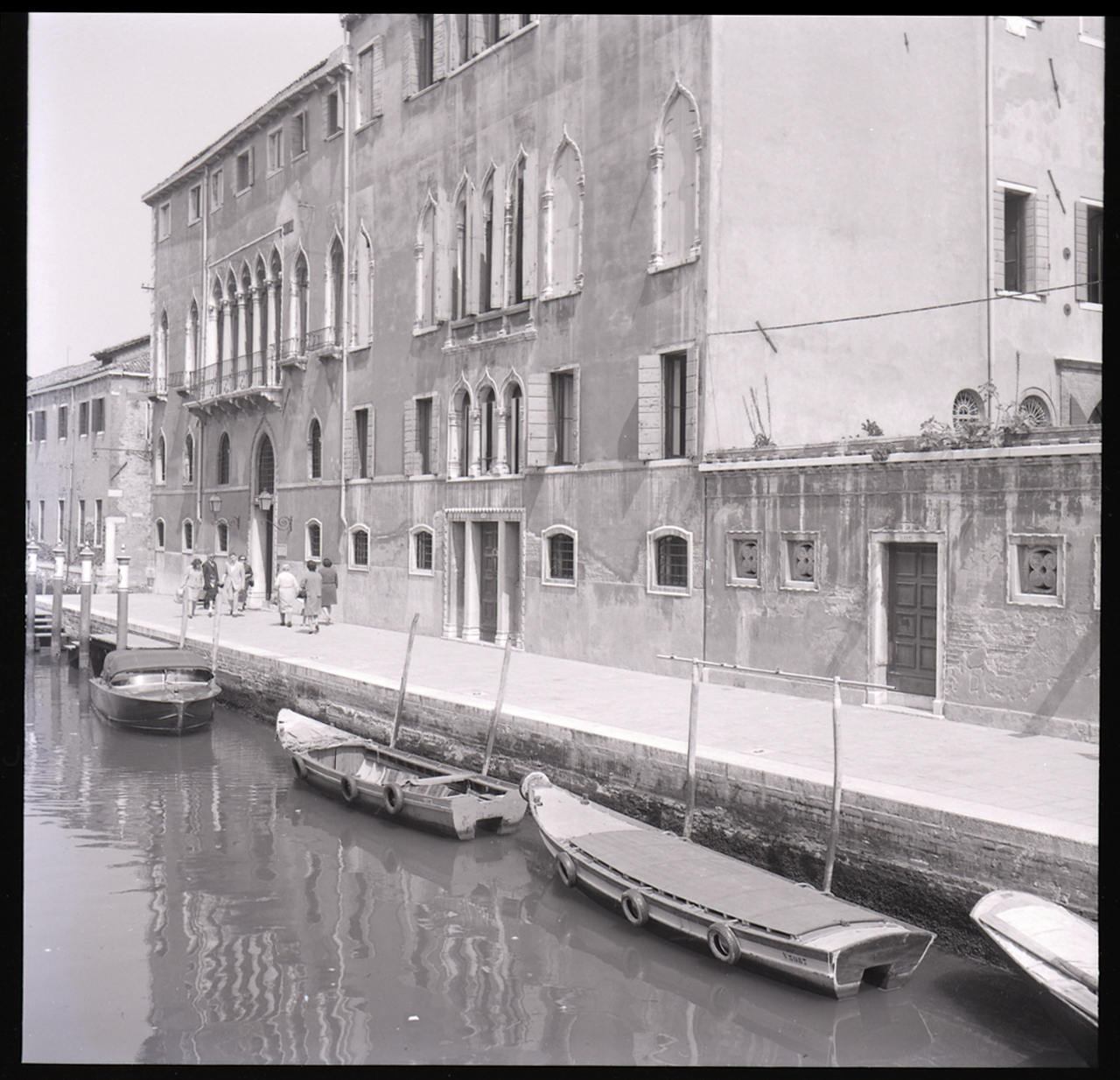

## Description
Double palais gothique avec corridors très profonds et étroits, rejoignant la façade sous un angle d'environ 70°. Derrière chaque palais se trouve un grand jardin. Les décorations d'une mezzanine du palais droit sont l'œuvre de Giovanni Domenico Tiepolo.

## Historique
Le palais Arrigoni Caregiani est un important complexe historico-monumental composé de deux palais adjacents, tous deux de période gothique, dont l'un a fini par présenter dans les années 2000 une dégradation considérable de la structure du mur, en particulier vers l'angle ouest. L'édifice a heureusement connu une importante rénovation en 2009. 
L'intervention a nécessité l'enlèvement complet de l'enduit cimentaire résiduel sur la façade ; la reconstruction pour les chantiers subséquents de maçonnerie pleine épaisseur ; la substitution des contours en pierre d'Istrie des cinq ouvertures de fenêtres du rez-de-chaussée, après reconstruction de l'arche de brique au-dessus de l'architrave ; réparation avec des pièces d'acier des paumelles cassées du portail ; le perçage de la maçonnerie pour l'insertion de tirants de retenue en acier dans le pilier d'angle en pierre d'Istrie ; l'apposition de plaques de retenue en acier, l'entretien et la restauration d'anciennes grilles ; la formation de nouveaux enduits sur la façade principale jusqu'à hauteur des architraves des fenêtres du premier étage, après enlèvement des fragments de plâtre existants ; la pose de nouvelles fenêtres.